# Proteste gegen die Welthandelsorganisation in Seattle 1999
Die Proteste gegen die Welthandelsorganisation in Seattle 1999, manchmal als Battle of Seattle bezeichnet, waren eine Reihe von Protesten rund um die Ministerkonferenz der Welthandelsorganisation (World Trade Organization; WTO) im Washington State Convention and Trade Center in Seattle, Washington, am 30. November 1999. Die Konferenz sollte der Auftakt zu einer neuen Runde von Handelsabkommen im neuen Jahrtausend bilden.
Die Verhandlungen wurden rasch von massiven und kontroversen Protesten vor den Hotels und dem Washington State Convention and Trade Center überschattet. Die Proteste erhielten den Spitznamen „N30“, parallel zu J18, dem Carnival Against Capital am 18. Juni 1999, und vergleichbaren Protestaktionen. Das Ausmaß der Demonstrationen, an denen geschätzt mindestens 40 000 Protestierende teilnahmen, übertraf alle früheren Demonstrationen in den USA gegen ein internationales Treffen einer der Organisationen, die mit der wirtschaftlichen Globalisierung assoziiert werden (wie die WTO, der Internationale Währungsfonds oder die Weltbank), bei Weitem.

## Organisationen und Planung
Die Planung der Aktionen begann Monate im Voraus unter Beteiligung von lokalen, nationalen und internationalen Organisationen. Zu den bedeutendsten Teilnehmern gehörten nationale und internationale Nichtregierungsorganisationen (NGOs) wie Global Exchange (insbesondere solche, die sich Problemen der Arbeitswelt, der Umwelt und des Verbraucherschutzes widmeten), Gewerkschaften (darunter die AFL-CIO), Studentengruppen, kirchliche Gruppen (Jubilee 2000) und Anarchisten (von denen einige einen Schwarzen Block bildeten).
Es handelte sich um ein lockeres Bündnis. Einige Protestgruppen konzentrierten sich auf den Widerstand gegen die Politik der WTO (insbesondere im Zusammenhang mit Freihandel), anderen ging es um Arbeitnehmerrechte, Umweltfragen oder antikapitalistische Zielsetzungen. Viele der an den Protesten beteiligten NGOs waren zur Teilnahme an den offiziellen Verhandlungen akkreditiert und planten gleichzeitig verschiedene Bildungs- und Presseveranstaltungen. Die AFL-CIO organisierte in Zusammenarbeit mit ihren Mitgliedsgewerkschaften eine große genehmigte Kundgebung und einen Demonstrationszug vom Seattle Center ins Stadtzentrum.

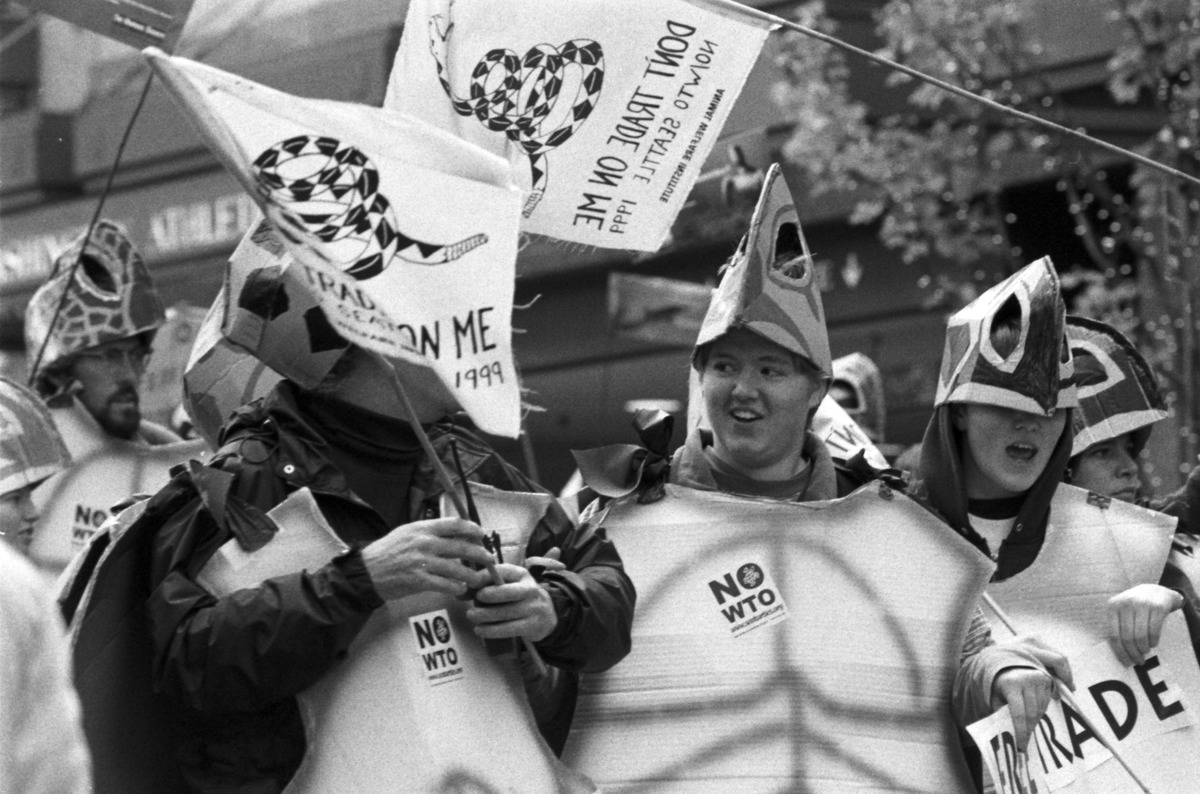
Die „turtles“: Protestierende in Meeresschildkröten-Kostümen

Andere Teilnehmer waren jedoch stärker an direkter Aktion, einschließlich zivilem Ungehorsam und Akten des Vandalismus und der Sachbeschädigung, interessiert, um die Konferenz zu stören. Mehrere Gruppen hatten sich als Direct Action Network (DAN) locker gemeinsam organisiert und planten, die Konferenz durch Blockaden von Straßen und Kreuzungen zu stören, damit die Delegierten nicht zum Convention Center, in dem die Konferenz stattfand, gelangen könnten. Der Schwarze Block war nicht an das DAN angegliedert, reagierte aber auf den ursprünglichen Aufruf zu autonomen Widerstandsaktionen, den das Netzwerk Peoples Global Action am 30. November gestartet hatte.
Zu den unterschiedlichen Koalitionen, die sich im Protest zusammengeschlossen hatten, gehörten auch die „Teamsters und Turtles“, ein Bündnis der Gewerkschaft Teamsters und von Umweltaktivisten.

### Unternehmen, gegen die sich die Proteste richteten
Einige Aktivisten, darunter Einwohner Seattles sowie eine Gruppe Anarchisten aus Eugene, Oregon, (die sich dort in diesem Sommer bei einem Musikfestival versammelt hatten), warben für stärker konfrontativ ausgerichtete Taktiken und verübten Akte des Vandalismus an Unternehmenseigentum im Zentrum Seattles. In einem nachfolgenden Kommuniqué führten sie die Unternehmen auf, die das Ziel ihrer Aktionen waren, weil sie sich ihrer Ansicht nach der Unternehmenskriminalität schuldig gemacht hatten.

### Die Monate im Vorfeld der Konferenz
Am 12. Juli berichtete die Financial Times, dass sich der jüngste Human Development Report (Bericht über die menschliche Entwicklung) der Vereinten Nationen für „Prinzipien des Handelns internationaler Konzerne in Bezug auf die Arbeitsgesetzgebung, den Freihandel und den Umweltschutz, …die notwendig sind, um die negativen Auswirkungen der Globalisierung auf die ärmsten Länder auszugleichen“ ausgesprochen hatte. Der Artikel selbst argumentierte: „Ein wesentlicher Aspekt globaler Governance ist die Verantwortung gegenüber den Menschen – für Fairness, für Gerechtigkeit, um die Wahlmöglichkeiten aller zu verbessern.“
Am 16. Juli warnte Helene Cooper vom The Wall Street Journal vor einer bevorstehenden „massiven Mobilisierung gegen die Globalisierung“, die für die WTO-Konferenz in Seattle am Jahresende geplant sei. Am nächsten Tag griff die Londoner Tageszeitung Independent die WTO an und schien sich mit den Organisatoren des sich rasch ausweitenden Proteststurms zu solidarisieren.

„Die Art und Weise, wie sie [ihre] Macht genutzt hat, führt zunehmend zum Verdacht, dass die Initialen eigentlich für World Take Over (Übernahme der Welt) stehen sollten. Mit einer Reihe von Entscheidungen hat sie im Interesse der privaten, in der Regel amerikanischen Unternehmen Maßnahmen zur Unterstützung der Ärmsten der Welt, zum Umweltschutz und zum Gesundheitsschutz kassiert.
„Die WTO scheint auf einem Kreuzzug zur Steigerung des privaten Profits auf Kosten aller anderen Aspekte, darunter das Wohlergehen und die Lebensqualität der Mehrheit der Weltbevölkerung, zu sein“, sagt Ronnie Hall, Handelsaktivist bei Friends of the Earth International. „Sie scheint einen unablässigen Drang zu haben, ihre Macht auszuweiten.““

Am 16. November, zwei Wochen vor der Konferenz, erließ Präsident Bill Clinton die Executive Order 13141, Environmental Review of Trade Agreements, in der sich die USA zu einer Politik der „Prüfung und Berücksichtigung der Umweltauswirkungen von Handelsabkommen“ verpflichteten, und verkündete: „Handelsabkommen sollten zum umfassenderen Ziel der nachhaltigen Entwicklung beitragen.“
Aktivisten veranstalteten am 24. November eine Fälschungssaktion mit Seattles Tageszeitung, dem Seattle Post-Intelligencer. Sie steckten in Stapel von Zeitungen, deren Verteilung in Hunderten Zeitungskästen sowie bei Zeitungsverkäufern bevorstand, eine gefälschte vierseitige Umschlagtitelseite. Auf der gefälschten Titelseite standen die Artikel „Boing moves overseas“ („Boing geht ins Ausland“; nach Indonesien) und „Clinton pledges help for poorest nations“ („Clinton verspricht Hilfe für die ärmsten Staaten“). Als Autor des Boing-Artikels war Joe Hill angegeben (ein Gewerkschaftsaktivist, der 1915 in Utah von einem Erschießungskommando hingerichtet wurde). Am selben Tag berichtete das International Centre for Trade and Sustainable Development:

„Die Entwicklungsländer sind standhaft bei ihrer Forderung geblieben, dass die Industrieländer die Verpflichtungen der Uruguay-Runde einhalten, ehe sie mit voller Kraft neue Verhandlungen über Handelsabkommen beginnen.
Besonders besorgt sind die Entwicklungsländer über die Einhaltung der Vereinbarungen über den Marktzugang für Textilien, über den Einsatz von Antidumping-Maßnahmen gegen Exporte der der Entwicklungsländer und über die überzogene Umsetzung des WTO-Übereinkommens über handelsbezogene Aspekte der Rechte des geistigen Eigentums (TRIPS-Abkommen) seitens der Industrieländer.“

Dies deutete bereits auf den drohenden Nord-Süd-Konflikt hin, der das ergebnislose Ende der bevorstehenden WTO-Gespräche zur Folge hatte.
Bei früheren Massenprotesten gegen die APEC-Gipfel in Vancouver, Kanada, und Manila, Philippinen, wurden auch Informationen über Globalisierungspolitik, Freihandel und die Situation in den Entwicklungsländern verbreitet, die wahrscheinlich weiteren Proteste bei internationalen Wirtschaftsforen Vorschub leisteten. Am 24. und 25. November 1997 fand auf dem Campus der University of British Columbia (UBC) in Vancouver das Treffen APEC Canada statt. Protestierende auf dem Campus und im Stadtzentrum waren von repressiven Maßnahmen der Royal Canadian Mounted Police bedroht und waren gleichzeitig in Fragen der Taktik und der Grenzen des zivilen Ungehorsams untereinander gespalten. Bei den Massenprotesten mit mehreren Tausend Teilnehmern waren auch die Anführer der Proteste in Manila beim APEC-Treffen 1996 anwesend. Damals hatten Zehntausende Arbeiter und Bauern sowie Gruppen, die für soziale Gerechtigkeit kämpften, gegen den Freihandel demonstriert. Die UBC hat die Filmaufnahmen für den Film Battle in Seattle möglicherweise im Licht dieser vorangegangenen Ereignisse genehmigt.

## N30

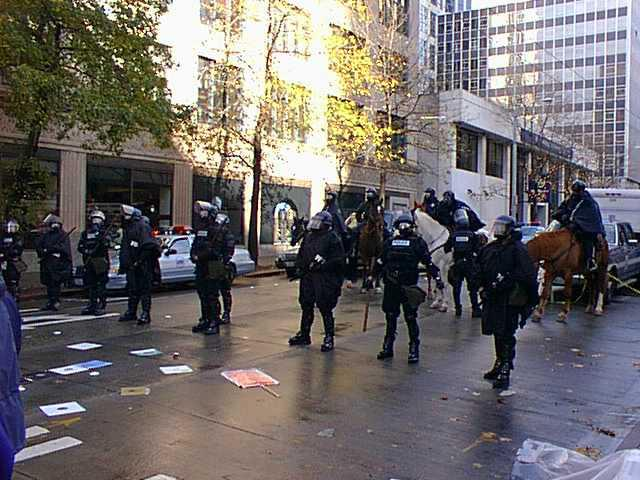
Polizisten aus Seattle während der Proteste in der Union Street

Am Morgen des Dienstags, 30. November 1999, wurde der Plan des DAN in die Tat umgesetzt. Mehrere Hundert Aktivisten versammelten sich in den menschenleeren Straßen in der Nähe des Convention Centers und begannen, die wichtigsten Kreuzungen zu besetzen. In den folgenden Stunden zogen immer mehr Demonstranten aus unterschiedlichen Richtungen in das Gebiet, darunter eine Studentendemonstration aus dem Norden Seattles und ein Demonstrationszug von Bürgern aus Entwicklungsländern, der aus dem Süden der Stadt kam. Etwa gegen 9 Uhr begann militante Anarchisten, ein sogenannter Schwarzer Block, von der 6th Avenue die Pike Street entlangzumarschieren; unterwegs errichteten sie Barrikaden aus Zeitungskästen und schlugen Fenster ein. Einige Demonstranten hielten Kundgebungen ab, andere Teach-ins, und mindestens eine Gruppe veranstaltete eine morgendliche Straßenparty. Gleichzeitig kontrollierten zahlreiche Demonstranten mittels gezielter Blockadeformationen Straßenkreuzungen.
Die Blockade der Kreuzungen und die große Zahl der Protestierenden in der Gegend verhinderten, dass die WTO-Delegierten von ihren Hotels zum Convention Center gelangen konnten. Gleichzeitig wurden so die Polizeikräfte geteilt: Die Polizisten, die einen Kordon rund um das Convention Center gebildet hatten, waren vom Rest der Stadt abgeschnitten. Die Polizisten, die sich außerhalb dieses Gebiets befanden, versuchten schließlich, die Reihen der Protestierenden im Süden zu durchbrechen.

Von einigen Protestierenden modifizierte Flagge der „Earth Day“-Flagge von John McConnell

An diesem Morgen setzten das King County Sheriff's Office und das Seattle Police Department an mehreren Kreuzungen Pfefferspray, Tränengas und Blendgranaten gegen die Protestierenden ein, um die blockierten Straßen wieder zu räumen und möglichst vielen WTO-Delegierten die Durchfahrt durch die Blockade zu ermöglichen. An der Kreuzung 6th Avenue/Union Street bewarf die Menge die Polizei mit Gegenständen.
Am späten Vormittag war der Schwarze Block auf 200 Personen angewachsen und hatte Dutzende Geschäfte und Polizeifahrzeuge zerstört. Dies löste scheinbar eine Kettenreaktion aus: Bis dahin friedlich Protestierende begannen kurz vor 12 Uhr, Flaschen auf Polizisten zu werfen und sich am Vandalismus zu beteiligen. Einige Protestierende versuchten, die Aktivitäten des Schwarzen Blocks gewaltsam zu behindern. Die Polizei von Seattle (unter Leitung von Polizeichef Norm Stamper) reagierte jedoch nicht sofort. Die Organisatoren der Proteste hatten die Polizei von Seattle während des vorangegangenen Genehmigungsprozesses davon überzeugt, dass friedliche Organisatoren Aktivitäten dieser Art unterdrücken würden.
Die Polizei war letztendlich von der Masse der Protestierenden, von denen sich viele aneinandergekettet hatten und die Kreuzungen blockierten, überfordert. Gleichzeitig kamen Zehntausende Teilnehmer zu der von den Gewerkschaften geführten Kundgebung und Demonstration am späten Vormittag. Die Demonstrationsroute führte zwar nur bis kurz vor das Convention Center und dort wieder zurück, doch einige Demonstranten ignorierten die Ordner und schlossen sich dem mittlerweile chaotischen Geschehen im Stadtzentrum an.

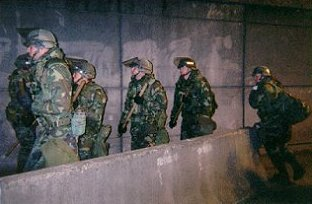
Soldaten der Nationalgarde marschieren zu ihrem nächsten Einsatz

Um 12 Uhr wurde die Eröffnungszeremonie im Convention Center offiziell abgesagt. Die Polizei benötigte einen Großteil des Nachmittags und des Abends, um die Straßen zu räumen. Der Bürgermeister von Seattle, Paul Schell, erklärte den Ausnahmezustand, erließ eine Ausgangssperre und deklarierte eine „protestfreie Zone“, die 50 Querstraßen umfasste.

### 1. Dezember
Über Nacht forderte Gouverneur Gary Locke zwei Bataillone der Nationalgarde an, andere Strafverfolgungsbehörden schickten Unterstützung, und noch vor Tagesanbruch am Mittwoch säumten Truppen und Polizisten die Grenze des Gebiets, das zur protestfreien Zone erklärt worden war. Die Polizei kreiste mehrere Gruppen potentieller Protestierender (und mehrere Zuschauer) ein und verhaftete diese. Um 21 Uhr kam es zu einer größeren Auseinandersetzung auf dem Broadway in der Nähe des Denny Way, bei dem Steine, Flaschen und seitens der Polizei Handgranaten geworfen wurden. Der Schwarze Block war daran nicht beteiligt, scheinbar aber Anwohner. Es ist aber bekannt, dass die Polizei viele Anwohner wie Protestteilnehmer behandelte, obwohl diese an den Protesten nicht teilnahmen. Polizisten aus anderen Städten, die herbeigerufen worden waren, verwechselten die Menschen in den normalerweise sehr belebten Straßen von Capitol Hill mit Protestteilnehmern. Im Lauf des Mittwoch wurden mehr als 500 Menschen inhaftiert. Die Polizei setzte den ganzen Tag lang Tränengas ein, um die Menge um Stadtzentrum aufzulösen. Am Ufer fand aber eine genehmigte Demonstration statt, die von der Gewerkschaft der Stahlarbeiter organisiert worden war.

### 2. und 3. Dezember
Die Proteste wurden in den folgenden Tagen fortgesetzt. Tausende Menschen demonstrierten vor dem Seattle Police Department gegen die angewandte Taktik der Polizei und die Verhaftung friedlicher Protestierender. Präsident Bill Clinton traf ein und nahm an der Konferenz teil. Am 3. Dezember endete die Konferenz, da die Delegierten nicht in der Lage waren, Vereinbarungen zu erzielen, teilweise als Reaktion auf die Proteste.

## Reaktion der Medien
Die New York Times veröffentlichte einen fehlerhaften Artikel, in dem behauptet wurde, dass Teilnehmer der Proteste gegen die WTO-Konferenz in Seattle Molotowcocktails auf die Polizei geworfen hatten. Zwei Tage später druckte die New York Times eine Berichtigung ab, in der es hieß, dass die Protestierenden überwiegend friedlich gewesen wären, und in der die Protestteilnehmern nicht beschuldigt wurden, Delegierte oder Polizisten mit Gegenständen beworfen zu haben. Der ursprüngliche fehlerhafte Artikel kursierte jedoch später weiterhin in Artikeln der Massenmedien.
Der Seattle City Council (Stadtrat von Seattle) räumte diese Gerüchte durch seine eigenen Untersuchungsergebnisse ebenfalls aus:

„Der Funkverkehr der Polizei und ihre überhöhten Schätzungen der Zahl der Teilnehmer, die die in neuen Videoaufnahmen gezeigten Zahlen übersteigen, machen deutlich, wie stark die Panik bei der Polizei ist. ARC-Ermittler stellten fest, dass die Gerüchte über „Molotowcocktails“ und den Verkauf von brennbaren Flüssigkeiten in einem Supermarkt unbegründet waren. Gerüchte spielten jedoch eine wichtige Rolle, weil sie dazu beitrugen, dass sich die Polizei belagert und in beträchtlicher Gefahr fühlte.“

Ein Artikel in der Zeitschrift The Nation bestritt, dass bei Antiglobalisierungsprotesten in den USA jemals Molotowcocktails geworfen worden seien. Von Anarchisten in Seattle gedrehte Videos zeigen einige Protestierende, die die Polizei mit Gegenständen bewerfen.
Wenngleich die Medien in ihrer Berichterstattung über die Proteste die Gewalt vieler Teilnehmer verurteilten, diente der Charakter dieser Gewalt, insbesondere die Tatsache, dass es sich um symbolische Gewalt handelte, um „Handlungen, die gegen Dinge und nicht gegen Menschen gerichtet waren“, einigen Personen zu ihrer Rechtfertigung. Viele prangerten die gewaltsamen Taktiken, die Protestierende bei der WTO-Konferenz 1999 in Seattle einsetzten, zwar immer noch an, doch sie führten eindeutig zu einer umfangreicheren Berichterstattung über die WTO-Konferenz. Die Sendezeit der Berichterstattung über die WTO-Konferenz in den Abendnachrichten stieg von 10 Minuten 40 Sekunden am ersten Tag der Konferenz auf 17 Minuten am ersten Tag der gewaltsamen Proteste. Außerdem liefen die Beiträge über die WTO-Konferenz in den Nachrichtensendungen von CNN, ABC, CBS und NBC als Aufmacher oder als zweiter Beitrag, nachdem über Gewalt berichtet wurde. Zwei Tage nach Ausbruch der Gewalt war die WTO-Konferenz bei drei dieser vier Fernsehsender immer noch das Hauptthema.
Schon diese Zahlen sind vielsagend, doch die Medienberichterstattung über nachfolgende Demonstration, bei denen es nicht zu Gewalt seitens der Demonstranten kam, zeigt den Einfluss von Gewalt auf die Berichterstattung noch deutlicher. So wies die Tagung von Weltbank und IWF im Frühjahr 2000 „ein Muster der Berichterstattung auf, das dem von Seattle fast entgegengesetzt war“, und dies „spricht für die ausschlaggebende Rolle von Gewalt, um Sendezeit im Fernsehen zu bekommen“. Ein noch markanteres Beispiel für die Auswirkung von Gewalt auf die Medienberichterstattung war die Konferenz der Welthandelsorganisation in Doha, Katar im Jahr 2001, bei der es zu keinen Berichten über Gewalt kam. In der Folge „gab es nicht die geringste Berichterstattung in den Abendnachrichten der vier großen Fernsehsender.“
Die Berichterstattung konzentrierte sich nicht ausschließlich auf die Gewalt, sondern beschäftigte sich neben der Diskussion über die symbolische Gewalt, die es gegeben hatte, auch im Einzelnen mit der Botschaft der Demonstrierenden und der Antiglobalisierungskampagne. DeLuca glaubt, dass die Gewalt als Projektionsfläche diente, die das Bewusstsein der Fernsehzuschauer und Leser für eine ganz neue Denkweise über die Globalisierung und die Aktivitäten von Unternehmen öffnete. Das heißt, dass die Gewalt nicht nur in der vertrauten Fernsehsituation zu erleben war und dramatisch genug war, um Sendezeit zu bekommen, sondern dass durch sie auch die bestehenden Vorstellungen von der Globalisierung und dem Vorgehen von Unternehmen, die so wichtige Antriebskräfte der amerikanischen Wirtschaft sind, erschüttert wurden.

## Folgen
Viele Personen in den anarchistischen und radikalen Kreisen Nordamerikas sahen die Unruhen, Proteste und Demonstrationen gegen die WTO in Seattle als Erfolg an. Während „Antiglobalisierung“ vor dem „Battle of Seattle“ in den US-amerikanischen Medien fast überhaupt nicht erwähnt wurde, zwangen die Proteste nach dieser Ansicht die Medien nun, darüber zu berichten, „warum“ sich irgendjemand gegen die Welthandelsorganisation wendet.
Zuvor war es schon im Dezember 1997 in Australien zu Massenprotesten gekommen, bei den neu gebildete Graswurzelorganisationen die Stadtzentren von Melbourne, Perth, Sydney und Darwin blockiert hatten.
Die Kontroversen über die Reaktion der Stadt Seattle auf die Proteste führen zum Rücktritt des Polizeichefs von Seattle, Norm Stamper, und dürften auch dazu beigetragen haben, dass Seattles Bürgermeister Paul Schell 2001 bei der Bürgermeisterwahl gegen Gregory J. Nickels verlor. Das massive Ausmaß der Proteste kostete die Stadt zusätzlich zum geplanten Budget für die Konferenz in Höhe von 6 Mio. US$ weitere 3 Mio. US$, hauptsächlich für die Reinigungs- und Aufräumarbeiten in der Stadt und für Überstunden bei der Polizei. Hinzu kommt der Schaden für die Privatwirtschaft durch Vandalismus und Umsatzverluste, der auf 20 Mio. US$ geschätzt wird.
Am 16. Januar 2004 kam es zu einer außergerichtlichen Einigung zwischen der Stadt Seattle und 157 Personen, die während der Ereignisse rund um die WTO-Konferenz außerhalb der protestfreien Zone verhaftet worden waren; die Stadt zahlte eine Gesamtsumme von 250 000 US$. Am 30. Januar 2007 entschied eine Bundesjury, dass die Stadt die Rechte der Protestierenden laut dem 4. Zusatzartikel zur Verfassung der Vereinigten Staaten verletzt hatte, indem sie sie ohne hinreichenden Verdacht oder Beweise verhaftete.

### Archive
- World Trade Organization 1999 Seattle Ministerial Conference Protest collection, 1993–2011. In den Labor Archives of Washington, University of Washington Libraries Special Collections. Siehe auch Digital Collections.
- Jonathan Rosenblum Papers. 1993–2006. In den Labor Archives of Washington, University of Washington Libraries Special Collections. Enthält Dokumente über Rosenblums Beteiligung an den Vorbereitungen der Gewerkschaften auf die WTO-Proteste sowie Dokumente zu wichtigen Ereignissen, die vor und während der Proteste in Seattle stattfanden.
- George Starkovick Papers. 1942–2000.